# Велика жупа Посав'я
Велика жупа Посав'я (хорв. Velika župa Posavje) — адміністративно-територіальна одиниця Незалежної Держави Хорватії (НДХ), що існувала з 15 липня 1941 до 1945 року на території сучасних Хорватії та Боснії і Герцеговини. Адміністративний центр — Брод-на-Саві. Дістала назву від географічної області Посавіна (інша назва якої — Посав'я). Станом на 1941 р., займала площу 5 554 км² та налічувала 498 398 жителів.
Цивільною адміністрацією у великій жупі керував великий жупан, якого призначав поглавник (вождь) Анте Павелич.
Велика жупа Посав'я поділялася на райони, які називалися «котарські області» (хорв. kotarske oblasti) і збігалися в назві з їхніми адміністративними центрами:
- Бієліна
- Брчко
- Брод-на-Саві
- Дервента
- Градачац
- Жупаня (з 5 липня 1944)
- Босанський Брод (під назвою «котарська іспостава» (хорв. kotarska ispostava))
- Босанський Шамац (під назвою «котарська іспостава»)
- Оджак (під назвою «котарська іспостава»)

Крім того, в окрему адміністративну одиницю було виділено місто Брод-на-Саві.
З реорганізацією великих жуп у НДХ на підставі Постанови про великі жупи від 5 липня 1944 котарську область Жупаня передано до великої жупи Вука..
З воєнних причин 14 жовтня 1944 року у великій жупі було оголошено надзвичайний стан, тому цивільну владу замінила військова. Питання цивільного управління перейшли до начальника, призначеного при військовому командувачу району.